# 수렴제

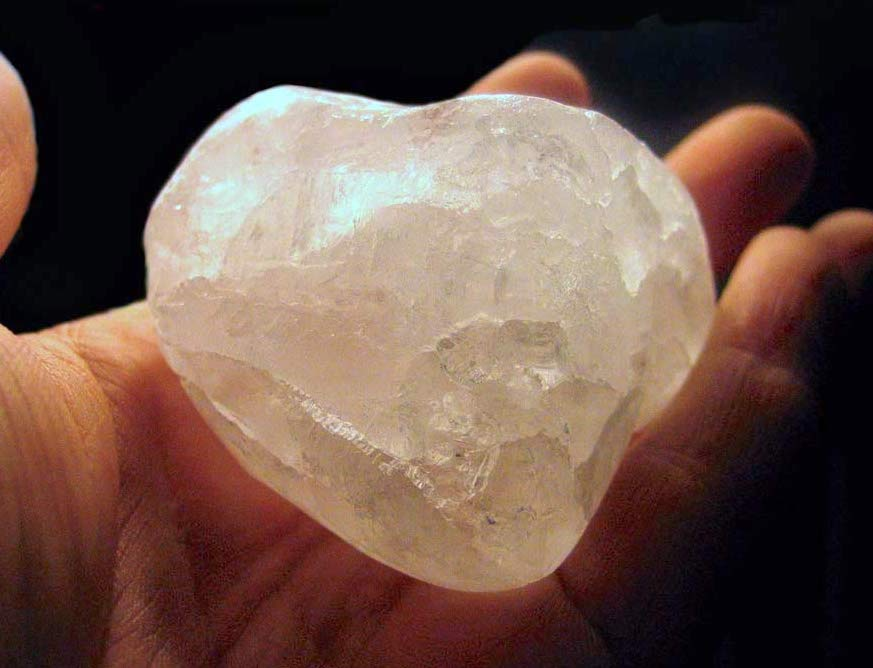
수렴제인 백반의 결정

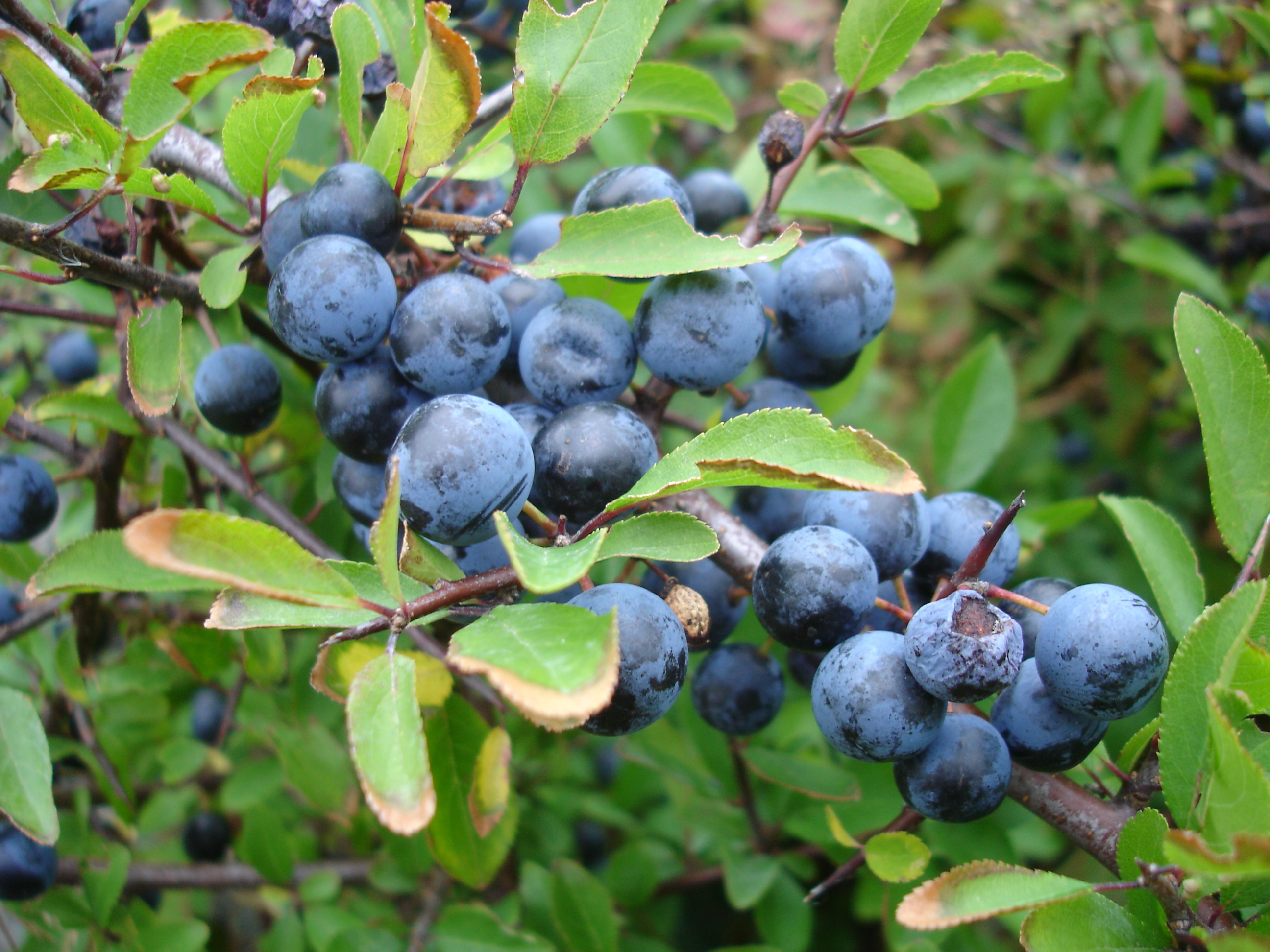
신선한 블랙손 베리의 수렴제 역할을 하는 물질과 산은 신맛을 낸다.

수렴제(astringent, adstringent)는 신체의 조직을 수축시키거나 오그라들게 하는 화학 물질이다. 이 단어는 '빠르게 묶다'라는 뜻의 라틴어 단어인 'adstringer'에서 파생되었다. 칼라민 로션, 하마메리스(witch hazel), 캘리포니아에서 자라는 식물인 아네모프시스 등이 수렴제이다.
덜 익은 과일의 탄닌으로 인한 건조하고 퍽퍽한 떫은맛(astringency)과 식감은 동물이 과일을 익기 전에 먹는 것을 억제하여 과일을 숙성시키는 데에 도움이 된다. 잘 익은 과일, 블랙손, 아로니아속의 초크베리, 귀룽나무의 열매, 루바브, 마르멜루, 감과 같은 과일, 바나나 껍질 같은 과일 부분은 매우 떫은 맛을 낸다. 레몬과 같은 감귤류는 다소 수렴성이 있다. 폴리페놀의 일종인 탄닌은 타액의 단백질에 결합하여 타액 내 단백질이 침전, 응집하게 만든다. 이로 인해 탄닌이 들어간 과일 따위를 먹으면 입안에서 거칠고 건조한 느낌을 준다. 일부 차, 커피, 카베르네 소비뇽이나 메를로와 같은 포도 품종을 사용한 적포도주의 탄닌은 약간의 떫은 맛을 낸다.

## 용도
의학적으로 수렴제는 점막과 수렴제에 노출된 조직의 수축을 유발하며, 혈청 및 점액 분비물의 배출을 줄이기 위해 체내에 자주 사용된다. 수렴제를 사용하는 의학적 상태에는 인후통, 출혈, 설사, 소화성궤양 등이 있다. 피부 단백질을 약하게 응고시키는, 피부와 같은 몸 외부에 사용하는 수렴제는 피부를 건조하고 딱딱하게 만들며 피부를 보호하는 역할을 한다. 여드름이 있는 사람들 중 지성 피부를 가진 경우 수렴제를 사용하는 것이 좋다. 순한 수렴제는 몸 얕은 곳의 상처로 인한 피부 자극과 같은 경미한 피부 자극을 완화할 수 있다. 그 예시로는 알레르기, 벌레에 물린 곳, 항문에 발생한 치질, 무좀과 같은 피부의 곰팡이 감염 등이 있다. 국소 혈관에 작용하면 혈장의 삼출, 백혈구 유출 등을 막는다.
몇 가지 일반적인 수렴제에는 백반, 아카시아, 세이지, 서양톱풀, 하마메리스, 베이베리(미리카속에 속하는 식물의 과일), 증류된 식초, 매우 차가운 물, 소독용 알코올 등이 있다. 수렴제를 조제하기 위한 물질에는 질산 은, 과망가니즈산 칼륨, 산화 아연, 황산 아연, 뷰로 용액, 벤조인 팅크처, 또는 탄닌산이나 갈산과 같은 식물성 물질이 있다. 석류꽃(balaustines)은 석류나무의 붉은 장미와 유사하게 생긴 꽃으로 맛이 매우 씁쓸하다. 의학적으로는 이 석류꽃을 말려서 수렴제로 사용했다. 일부 금속염과 산도 수렴제로 사용되었다. 발적을 감소시키는 안약에는 수렴제가 포함되어 있다. 납 중독으로 인해 수렴제로 사용되던, 아세트산 납 (II)와 일산화 납의 용액인 굴라르 추출물(Goulard's extract)의 사용이 중단되기도 했다.